# Kościół Narodzenia Najświętszej Maryi Panny w Mostowicach
Kościół Narodzenia Najświętszej Maryi Panny w Mostowicach – zabytkowy kościół we wsi Mostowice.
Kościół filialny parafii w Dusznikach-Zdroju z 1780. Obok figura św. Jana Nepomucena, przy murze kościoła, kamienna z 1723, 1860, nr rej. B/1785/666 z 30.03.1986.